# Locheutis desmophora
Locheutis desmophora är en fjärilsart som beskrevs av Edward Meyrick 1883. Locheutis desmophora ingår i släktet Locheutis och familjen praktmalar, Oecophoridae. Inga underarter finns listade i Catalogue of Life.